# 2004 100 legnagyobb slágere
Ez a lista a Billboard magazin  első Hot 100  zenéjét tartalmazza 2004-ből.
| Helyezés | Szám                            | Előadó                                                 |
| 1        | Yeah!                           | Usher featuring Lil Jon és Ludacris                    |
| 2        | Burn                            | Usher                                                  |
| 3        | If I Ain’t Got You              | Alicia Keys                                            |
| 4        | This Love                       | Maroon 5                                               |
| 5        | The Way You Move                | OutKast featuring Sleepy Brown                         |
| 6        | The Reason                      | Hoobastank                                             |
| 7        | I Don't Wanna Know              | Mario Winans featuring Enya és P. Diddy                |
| 8        | Hey Ya!                         | OutKast                                                |
| 9        | Goodies                         | Ciara featuring Petey Pablo                            |
| 10       | Lean Back                       | Terror Squad                                           |
| 11       | Tipsy                           | J-Kwon                                                 |
| 12       | Confessions Part II             | Usher                                                  |
| 13       | Slow Motion                     | Juvenile featuring Soulja Slim                         |
| 14       | Freek-a-Leek                    | Petey Pablo                                            |
| 15       | Here Without You                | 3 Doors Down                                           |
| 16       | Slow Jamz                       | Twista featuring Kanye West és Jamie Foxx              |
| 17       | Someday                         | Nickelback                                             |
| 18       | Naughty Girl                    | Beyoncé                                                |
| 19       | My Immortal                     | Evanescence                                            |
| 20       | Sunshine                        | Lil' Flip featuring Lea                                |
| 21       | Dirt Off Your Shoulder          | Jay-Z                                                  |
| 22       | Move Ya Body                    | Nina Sky featuring Jabba                               |
| 23       | Dip It Low                      | Christina Milian                                       |
| 24       | My Boo                          | Usher és Alicia Keys                                   |
| 25       | One Call Away                   | Chingy featuring J. Weaver                             |
| 26       | Me, Myself and I                | Beyoncé Knowles                                        |
| 27       | Turn Me On                      | Kevin Lyttle                                           |
| 28       | The First Cut Is the Deepest    | Sheryl Crow                                            |
| 29       | You Don’t Know My Name          | Alicia Keys                                            |
| 30       | My Place                        | Nelly featuring Jaheim                                 |
| 31       | Overnight Celebrityto           | Twista                                                 |
| 32       | Hotel                           | Cassidy featuring R. Kelly                             |
| 33       | Numb                            | Linkin Park                                            |
| 34       | Diary                           | Alicia Keys featuring Tony! Toni! Toné!                |
| 35       | She Will Be Loved               | Maroon 5                                               |
| 36       | White Flag                      | Dido                                                   |
| 37       | Heaven                          | Los Lonely Boys                                        |
| 38       | It's My Life                    | No Doubt                                               |
| 39       | Pieces of Me                    | Ashlee Simpson                                         |
| 40       | Leave (Get Out)                 | JoJo                                                   |
| 41       | Milkshake                       | Kelis                                                  |
| 42       | Splash Waterfalls               | Ludacris featuring Sandy Coffee                        |
| 43       | Jesus Walks                     | Kanye West                                             |
| 44       | Locked Up                       | Akon featuring Styles P                                |
| 45       | Stand Up                        | Ludacris featuring Shawnna                             |
| 46       | Suga Suga                       | Baby Bash featuring Frankie J                          |
| 47       | All Falls Down                  | Kanye West featuring Syleena Johnson                   |
| 48       | Toxic                           | Britney Spears                                         |
| 49       | Salt Shaker                     | Ying Yang Twins featuring Lil Jon & the East Side Boyz |
| 50       | With You                        | Jessica Simpson                                        |
| 51       | Meant to Live                   | Switchfoot                                             |
| 52       | I Like That                     | Houston featuring Chingy, Nate Dogg és I-20            |
| 53       | Sorry 2004                      | Ruben Studdard                                         |
| 54       | My Happy Ending                 | Avril Lavigne                                          |
| 55       | On Fire                         | Lloyd Banks                                            |
| 56       | Roses                           | OutKast                                                |
| 57       | Walked Outta Heaven             | Jagged Edge                                            |
| 58       | Lose My Breath                  | Destiny’s Child                                        |
| 59       | My Band                         | D12                                                    |
| 60       | I'm Still in Love with You      | Sean Paul featuring Sasha                              |
| 61       | Through the Wire                | Kanye West                                             |
| 62       | Why?                            | Jadakiss featuring Anthony Hamilton                    |
| 63       | Fuck It (I Don't Want You Back) | Eamon                                                  |
| 64       | Read Your Mind                  | Avant                                                  |
| 65       | Game Over (Flip)                | Lil' Flip                                              |
| 66       | One Thing                       | Finger Eleven                                          |
| 67       | Headsprung                      | LL Cool J                                              |
| 68       | Damn!                           | YoungBloodZ featuring Lil Jon                          |
| 69       | Baby Boy                        | Beyoncé featuring Sean Paul                            |
| 70       | Get Low                         | Lil Jon & the East Side Boyz featuring Ying Yang Twins |
| 71       | Drop It Like It's Hot           | Snoop Dogg featuring Pharrell                          |
| 72       | U Should’ve Known Better        | Monica                                                 |
| 73       | On the Way Down                 | Ryan Cabrera                                           |
| 74       | Breakaway                       | Kelly Clarkson                                         |
| 75       | Why Don't You & I               | Santana featuring Chad Kroeger/Alex Band               |
| 76       | Are You Gonna Be My Girl        | Jet                                                    |
| 77       | 100 Years                       | Five for Fighting                                      |
| 78       | Step in the Name of Love        | R. Kelly                                               |
| 79       | Breaking the Habit              | Linkin Park                                            |
| 80       | Gigolo                          | Nick Cannon featuring R. Kelly                         |
| 81       | Live Like You Were Dying        | Tim McGraw                                             |
| 82       | Remember When                   | Alan Jackson                                           |
| 83       | Everytime                       | Britney Spears                                         |
| 84       | Southside                       | Lloyd featuring Ashanti                                |
| 85       | Dude                            | Beenie Man featuring Ms. Thing                         |
| 86       | Wanna Get to Know You           | G-Unit featuring Joe                                   |
| 87       | Holidae In                      | Chingy featuring Ludacris and Snoop Dogg               |
| 88       | Let's Get It Started            | The Black Eyed Peas                                    |
| 89       | When the Sun Goes Down          | Kenny Chesney and Uncle Kracker                        |
| 90       | American Soldier                | Toby Keith                                             |
| 91       | Change Clothes                  | Jay-Z                                                  |
| 92       | Don't Tell Me                   | Avril Lavigne                                          |
| 93       | You'll Think of Me              | Keith Urban                                            |
| 94       | Happy People                    | R. Kelly                                               |
| 95       | Hey Mama                        | The Black Eyed Peas                                    |
| 96       | Over and Over                   | Nelly featuring Tim McGraw                             |
| 97       | Redneck Woman                   | Gretchen Wilson                                        |
| 98       | Just Lose It                    | Eminem                                                 |
| 99       | Letters from Home               | John Michael Montgomery                                |
| 100      | I Go Back                       | Kenny Chesney                                          |